# Estació de Sanabria Alta Velocitat
Sanabria Alta Velocitat és una estació de ferrocarril de l'Alta Velocitat Espanyola (AVE), gestionada per Adif, que dona servei a la comarca de Sanabria, a la província de Zamora. Està situada a l'entitat local menor d'Otero de Sanabria, pertanyent al municipi de Palacios de Sanabria. Pertany a la línia que uneix Madrid i Galícia.
És la segona estació d'AVE de la província de Zamora i una de les poblacions més petites del món (30 habitants a la pedania i 261 al municipi el 2015) en disposar d'un servei ferroviari d'alta velocitat.

## Especificacions tècniques
L'estació s'ubica en un tram entre les poblacions properes a Otero de Sanabria de Cernadilla i Pedralba de la Pradería. S'hi accedeix a través d'un nou vial que connecta amb la carretera N-525 i des d'aquesta amb l'autovia de les Ries Baixes (A-52). Presenta dues andanes de 410 metres de longitud i 6 metres d'amplada amb marquesines de protecció i sòl antilliscant, comunicades per un pas superior.
Té una zona d'embarcament, taquilles amb dos punts de venda de bitllets, màquines d'autovenda, un punt d'atenció al client, lavabos aptes per a persones discapacitades, dependències internes i vestuaris pel personal d'Adif, un centre de control i de vigilància i un punt de tractament de residus. Els exteriors estan urbanitzats amb zones ajardinades, un aparcament de 60 places amb espai per a taxis i una parada d'autobús.

## Controvèrsia
L'anunci d'implementació de l'estació va comportar una forta controvèrsia. Els informes del Ministeri de Foment espanyol es van mostrar favorables pel seu impacte social i econòmic sobre els municipis de la comarca zamorana de Sanabria, així com Ana Pastor Julián (ex-ministra de Foment durant dues legislatures i natural de Zamora), José Fernández Blanco (alcalde de Puebla de Sanabria des de 1991 i ex-senador del PSOE) i diversos sectors de població.
Per altra banda, es van fer paleses les reticències per part d'altres grups de població i sobretot des de l'àmbit polític (sobretot per part dels partits catalans propers a l'independentisme), alegant el dèficit econòmic d'aquestes infraestructures, la manca de teixit industrial i l'absència de població jove. Prèviament, el juny de 2013 Renfe ja havia hagut de suprimir els 14 serveis setmanals del tren regional entre Ourense i la Puebla de Sanabria per l'escassetat d'ús de la línia.